# エスワティニの都市の一覧

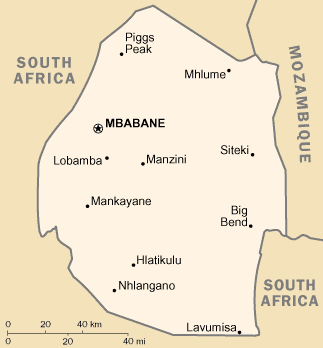
スワジランドの地図

エスワティニ王国の都市の一覧。
首都はムババーネ。

## 人口1000人以上の都市
| 順位 | 都市             | 人口            | 地方             |
| ---- | ---------------- | --------------- | ---------------- |
| 1.   | マンジニ         | 110,508（2008） | マンジニ地方     |
| 2.   | ムババーネ       | 94,874（2010）  | ホホ地方         |
| 3.   | ロバンバ         | 110,00（2006）  | ホホ地方         |
| 4.   | ビッグ・ベンド   | 10,342（2005）  | ルボンボ地方     |
| 5.   | ンランガーノ     | 9,016（2005）   | シセルウェニ地方 |
| 6.   | ムルメ           | 8,652（2005）   | ルボンボ地方     |
| 7.   | シテキ           | 5,589（2013）   | ルボンボ地方     |
| 8.   | ピッグズ・ピーク | 4,568（2013）   | ホホ地方         |
| 9.   | ハラティクル     | 2,076（1997）   | シセルウェニ地方 |
| 10.  | ラブミサ         | 1,117（1997）   | シセルウェニ地方 |
| 11.  | ヌグウェニャ     | 1,000（2005）   | ホホ地方         |

## その他の都市
- マンカヤネ（英語版） (Mankayane)